# Ophiogomphus anomalus
Ophiogomphus anomalus là một loài chuồn chuồn ngô thuộc họ Gomphidae. Nó được tìm thấy ở Canada và Hoa Kỳ. Môi trường sống tự nhiên của chúng là sông có nước theo mùa.